# Rhizogonium subbasilare
Rhizogonium subbasilare là một loài rêu trong họ Rhizogoniaceae. Loài này được (Hook.) Schimp. mô tả khoa học đầu tiên năm 1847.